# Breaktrance
Breaktrance tem elementos de base e percussão e amostras de áudio da cultura Hip-Hop, Electro Funk, Freestyle, em suma, black music. As linhas melódicas mais utilizadas se originam do que no Brasil é chamado de Trance Progressivo. Trata-se de uma nova proposta que combina as melodias do trance com batidas quebradas do break.

## Estrutura musical
O Breaktrance é formado em sua grande parte por batidas de breakbeat de estrutura 4x4 (quebradas) podendo ainda fazer uso de beats 2x4 da Freestyle Music.
Mais melódico há o uso constante de pads (notas com alta sustentação, também chamado string) deixando a composição mais atmosférica, alternando entre as strings ainda podem ser feitos uso de samplers importados do Euro Freestyle ou Electro Freestyle.
O produtor musical Steven Maverick conhecido pelos projetos Freestyle Project e Bubble J é um dos principais responsáveis pela modernização do Freestylee também produtor de Trance uma das principais influencias para criação de um novo sub-gênero que faça uso constante dos breaks e da linha melódica do trance.